# Романово (Новосибирская область)
Романово — село в Черепановском районе Новосибирской области. Входит в состав Искровского сельсовета.

## География
Площадь села — 75 гектаров.

## Население
| 2002 | 2007 | 2010 |
| ---- | ---- | ---- |
| 182  | ↘163 | ↘148 |

## Инфраструктура
В селе по данным на 2020 год инфраструктура отсутствует, кроме одного Фельдшерско-акушерского пункта